# Stenlille kommun
Stenlille kommun låg i Vestsjællands amt, Danmark. Kommunen hade 5 544 invånare (2005) och en yta på 93,56 km². Stenlille var centralort. Från 2007 ligger kommunen i Sorø kommun.